# Mars 1807

## Événements
- 2 mars, États-Unis : interdiction de l’importation d’esclaves, sans abolition de l’esclavage[1]. La loi n’est pas appliquée et en 60 ans, près de 250 000 esclaves auraient été débarqués illégalement, avant la guerre de Sécession.
  - Le prix d'achat des esclaves baisse en Afrique mais augmente, à la vente, aux États-Unis : il passe de 500 dollars l’unité en 1805 à 2 500 en 1860. Le trafic continue via Cuba, où se développe l'économie sucrière et caféière et où les esclaves achetés 10 dollars en Afrique sont revendus 625 dollars en 1847.

- 9 mars, France : publication du statut civil des Juifs par le Grand Sanhédrin[2].

- 14 mars : cyclone à La Réunion. Les Grandes avalasses de décembre 1806 et janvier 1807, la sécheresse qui suit et le cyclone du 14 mars mettent fin aux cultures du caféier et du giroflier à l'île de la Réunion. Elles sont remplacées par la canne à sucre[3].

- 19 mars : la flotte britannique, sous les ordres du général Fraser (en) occupe Alexandrie pour aider les Mamelouks opposés à Méhémet Ali et empêcher un rapprochement franco-égyptien[4].

- 25 mars : acte de Plymouth. Le Parlement britannique déclare illégal le trafic des esclaves[5]. Le commerce des esclaves est interdit aux sujets britanniques et dans l’Empire britannique.

- 26 mars : Napoléon décide la création du Train des Équipages militaires qui deviendra en 1945 l'Arme du Train[6].

- 31 mars : début du ministère tory du William Henry Cavendish Bentinck, duc de Portland, Premier ministre du Royaume-Uni (fin le 4 octobre 1809)[7].

## Naissances
- 5 mars : Théophile Carlier-Dautrebande, homme politique belge francophone libéral († 4 avril 1863).
- 19 mars : Alphonse Robert, peintre français († 16 avril 1885).
- 25 mars : Dominique Alexandre Godron, médecin, botaniste, géologue et spéléologue français († 16 août 1880).